# Đorđe Lukić
Đorđe Lukić, srbski general, * 17. april 1886, † 15. maj 1953.

## Življenjepis
Leta 1906 je končal vojaško akademijo. V prvi svetovni vojni je bil poveljnik 2. bateriji Artilerijskega polka Donavske divizije II.

## Odlikovanja
- red belega orla z meči
- red Karađorđeve zvezde z meči